# Entephria abruzzensis
Entephria abruzzensis är en fjärilsart som beskrevs av Franz Dannehl 1925. Entephria abruzzensis ingår i släktet Entephria och familjen mätare. Inga underarter finns listade i Catalogue of Life.